# Trachyjulus annectens
Trachyjulus annectens är en mångfotingart som beskrevs av Filippo Silvestri 1923. Trachyjulus annectens ingår i släktet Trachyjulus och familjen Cambalopsidae. Inga underarter finns listade i Catalogue of Life.